# 約翰·彼得·羅素
約翰·彼得·羅素（John Peter Russell）是一位澳洲印象派畫家。

## 生平
約翰·彼得·羅素在雪梨出生長大，十幾歲時移居歐洲就讀藝術學校。在那裡，他結識了同學文森·梵谷，並於1886年創作了梵谷的第一幅油畫肖像，現藏於梵谷博物館。同年，約翰·彼得·羅素在貝爾島與克勞德·莫奈一起作畫。不久之後，拉塞爾和妻子瑪麗安娜·羅素搬到了貝爾島。瑪麗安娜是雕塑家奧古斯特·羅丹最喜歡的模特兒之一。亨利·馬蒂斯於1890年代在貝爾島拜訪了羅素，後來他將印象派技巧和色彩理論歸功於這位澳洲畫家。
儘管約翰·彼得·羅素創作了大量作品，並與歐洲先鋒派保持密切聯繫，但他很少展出自己的作品。由於繼承了父親的巨額遺產，他對透過藝術賺錢毫無興趣。1907年妻子過世後，悲痛欲絕的約翰·彼得·羅素銷毀了數百幅畫作。晚年，他回到雪梨，默默無聞地去世。
他的表妹，澳洲藝術家西婭·普羅克特，在羅素去世後大力推廣他的藝術作品，到20世紀末，一系列傳記和展覽幫助他恢復了重要藝術家的聲譽。如今，他的作品在祖國和歐洲的主要畫廊展出，包括巴黎奧賽美術館和羅丹博物館。
在歐洲期間，羅素與澳洲印象派畫家湯姆·羅伯茲（Tom Roberts）保持通信，向他通報法國印象派的發展動態。由於他的大部分職業生涯都在歐洲度過，並在去世後逐漸銷聲匿跡，羅素被稱為澳大利亞「失落的印象派畫家」。